# Chico Migraña
Chico Migraña (en inglés, Migraine Boy) es un cómic estadounidense creado por Greg Fiering en 1992. Inicialmente publicado por la revista Hype, a través de los años ha sido publicado también por otras revistas estadounidenses, como Entertainment Weekly, Rolling Stone, Village Voice, entre otras. Como un cómic bastante exitoso, fue también convertido en una serie de televisión para MTV, transmitido en Estados Unidos y también en toda Latinoamérica, en donde tuvo un éxito moderado.
El cómic original, realizado en blanco y negro, trata sobre las situaciones de un chico con dolor de cabeza crónico (de ahí su apodo de "Chico Migraña") y su vecino, un chico que parece querer tener más que una amistad con el personaje principal.

## Historia
El cómic, ilustrado por Greg Fiering, tuvo su primera aparición pública en la revista Hype, en 1992. Tras un par de publicaciones más, gozó de una buena recepción del público, debido a su humor algo absurdo y su sencillo diseño. Tras esto fue publicado por otras revistas Norteamericanas, como Flagpole Magazine, The Baffler, UTNE Reader, donde su público fue aumentando gradualmente.
La banda estadounidense R.E.M. le encargo a Greg Fiering, en 1994, que diseñara las portadas de su disco Monster, en donde Chico Migraña aparece en el folleto interior del disco.
Luego de un libro compilación de los mejores cómics de Migrane Boy (titulado Migraine Boy's Fairweather Friends), los estudios GreenHead Media produjeron la serie animada del cómic, para ser transmitida en MTV y en MTV Latinoamérica, como relleno entre pausas comerciales. Ahí la historia se dio a conocer internacionalmente, donde tuvo un reconocimiento regular.

## Personajes
- Chico Migraña
- Vecino del Chico Migraña
- Tylenol (el perro del vecino).
- Chico Margarina